# Heterodon nasicus
Heterodon nasicus är en ormart som beskrevs av Baird och Girard 1852. Heterodon nasicus ingår i släktet svinsnokar, och familjen snokar. IUCN kategoriserar arten globalt som livskraftig.
Arten är med en genomsnittlig längd av 50 cm en liten orm. Den är täckt av grova fjäll och har ett huvud som är bara lite bredare än halsen. Heterodon nasicus kännetecknas av en uppåtriktad nos på grund av ett spetsigt fjäll som bilar näsans topp. Kroppsfärgen kan vara brun-, grön- eller rödaktig och oftast förekommer flera mörka och tydlig avgränsade fläckar på huvud och bål. I sällsynta fall kan mönstret vara otydligt.
Denna orm förekommer i centrala Nordamerika från södra Kanada över USA till centrala Mexiko. Flera avskilda populationer hittas längre österut till Illinois och östra Missouri. Heterodon nasicus lever i låglandet och i bergstrakter upp till 2440 meter över havet. Den vistas i landskap med sandig eller annan mjuk jord som prärien, buskskogar, öppna bergsskogar, halvöknar och jordbruksmark som brukas mindre intensiv.
Individerna vilar ofta i självgrävda bon eller i bon som lämnades av ett annat djur. Arten jagar groddjur, ödlor småfåglar och mindre däggdjur. Antagligen är ormen oemottaglig för paddornas gift. Paddor fyller sin kropp ofta med luft när de känner sig hotade. Därför har Heterodon nasicus särskild rörliga käkar för att svälja bytet. Honan lägger 4 till 23 ägg per tillfälle (vanligen omkring 10). De göms i jordhålan.

## Underarter
Arten delas in i följande underarter:
- H. n. gloydi
- H. n. kennerlyi
- H. n. nasicus